# Isola di Sainte-Piastre
L'Isola di Sainte-Piastre (Île de Sainte-Piastre in francese, جزيرة كاف عمار in arabo) è un’isola algerina, che si trova davanti alla costa di Chetaïbi.

## Descrizione
L'isola, disabitata, è quasi interamente formata da diorite e si estende per circa 340 metri di lunghezza e circa 130 di larghezza.